# Philip H. Dybvig
Philip Hallen Dybvig (sinh ngày 22 tháng 5 năm 1955) là một nhà kinh tế học người Mỹ. Ông là Giáo sư Ngân hàng và Tài chính của Bancshares Boatmen tại Trường Kinh doanh Olin của Đại học Washington ở St. Louis.
Dybvig chuyên về định giá tài sản, ngân hàng, đầu tư và quản trị Doanh nghiệp. Trước đây ông là giáo sư tại Đại học Yale, và trợ lý giáo sư tại Đại học Princeton. Dybvig là chủ tịch của Hiệp hội Tài chính Phương Tây từ năm 2002 đến năm 2003, và đã là biên tập viên hoặc liên kết biên tập của nhiều tạp chí, bao gồm cả. Review of Financial Studies, Journal of Economic Theory, Finance and Stochastics, Journal of Finance, Journal of Financial Intermediation, Journal of Financial and Quantitative Analysis, and Review of Financial Studies.
Dybvig được biết đến với công trình của mình với Douglas Diamond về Diamond – Dybvig model của các hoạt động ngân hàng. Dybvig đã được trao Giải thưởng Tưởng niệm Nobel về Khoa học Kinh tế năm 2022, cùng với Diamond và Ben Bernanke, "cho nghiên cứu về ngân hàng và khủng hoảng tài chính".